# Batammariba
Les Batammariba, ou Bètãmmaribè (au singulier Otãmmari) constituent une population d'Afrique de l'Ouest vivant dans le massif et la vallée de l’Atakora au nord du Bénin et du Togo. Ce sont des éleveurs-agriculteurs aux fortes traditions guerrières, formant  une société clanique s’opposant à toute forme de domination ou d’asservissement.
Au Bénin, au nombre d’environ cent mille, ils sont aussi appelés « Somba ». Au nombre d’environ vingt mille au Togo, ils sont officiellement appelés « Tamberma » ou « Taberma » avant que leur territoire, le Koutammakou, ne soit inscrit en 2004 sur la liste des sites classés du Patrimoine mondial de l’Unesco en tant que « paysage culturel vivant ».

## Histoire
Les recherches ethnohistoriques pionnières de Paul Mercier (1922-1975) retracent l’histoire de leurs migrations depuis le Burkina Faso. Venant d’horizons divers, de petits groupes se sont installés dans l’Atakora entre le xvie et le xviiie siècle par vagues successives, conservant les traces des sociétés parmi lesquelles ils séjournèrent. Il est donc hasardeux de soutenir que les Batammariba forment une population homogène. Certes, leur langue, le ditammari appartenant au groupe gur, constitue un point d’ancrage, mais elle connaît des disparités sensibles d’un groupe à l’autre, de même que leur vie cérémonielle. On distingue trois grands  groupes : les Besorubè, les Betyabè et les Batammariba proprement dits.
Quel que soit leur groupe d’appartenance, tous affirment avoir même origine, tous se disent « enfants du Serpent ou Fawaafa ». Le grand Serpent femelle, invisible et souterrain, qui jadis, à Dinaba, couva les « œufs » dont sortirent les premiers ancêtres. Des « œufs » confiés par Kouyé, Esprit de la Lumière, compagnon de Boutan, Esprit de la Terre.
Lorsque, après des années (ou des siècles ?) d’errance, les Batammariba parvinrent à ce « nouveau Dinaba » que représenta pour eux la vallée de l’Atakora, ils préférèrent oublier une histoire faite de migrations et de conflits avec les chefferies qui avaient tenté de leur imposer leurs lois. Ce lieu devint le leur : le Koutammakou ou Koutammarikou,  « Là où l’on construit en pétrissant la terre humide », un nom impliquant un lien puissant avec la terre, à laquelle se réfère tout rituel. La terre des profondeurs est le domaine des esprits des morts et l’univers de forces souterraines auxquelles les humains doivent leur survie et la nature, la faculté de se régénérer.

## Les Vrais Maîtres du territoire
Les Batammariba ne se considèrent pas comme les propriétaires de leur sol, mais comme leurs gestionnaires. Leur installation n’aurait pu se réaliser, affirment-ils, sans l’intercession des "premiers sur les lieux" ou premiers occupants, les Babietiba, qui appartenaient  à un sous-groupe Waaba du Bénin,  peuple de forgerons d’un haut niveau culturel. À leur arrivée, ils les présentèrent aux «Vrais maîtres du territoire » : les esprits ou forces du sous-sol. Ces puissances chtoniennes ont imposé aux humains des règles de chasse et d’exploitation du sol. Le lien avec ces forces exige discrétion, maîtrise de soi, bravoure. Vaillance et retenue sont les qualités essentielles auxquelles est formé dès son plus jeune âge un Otammari.

## La takyiènta

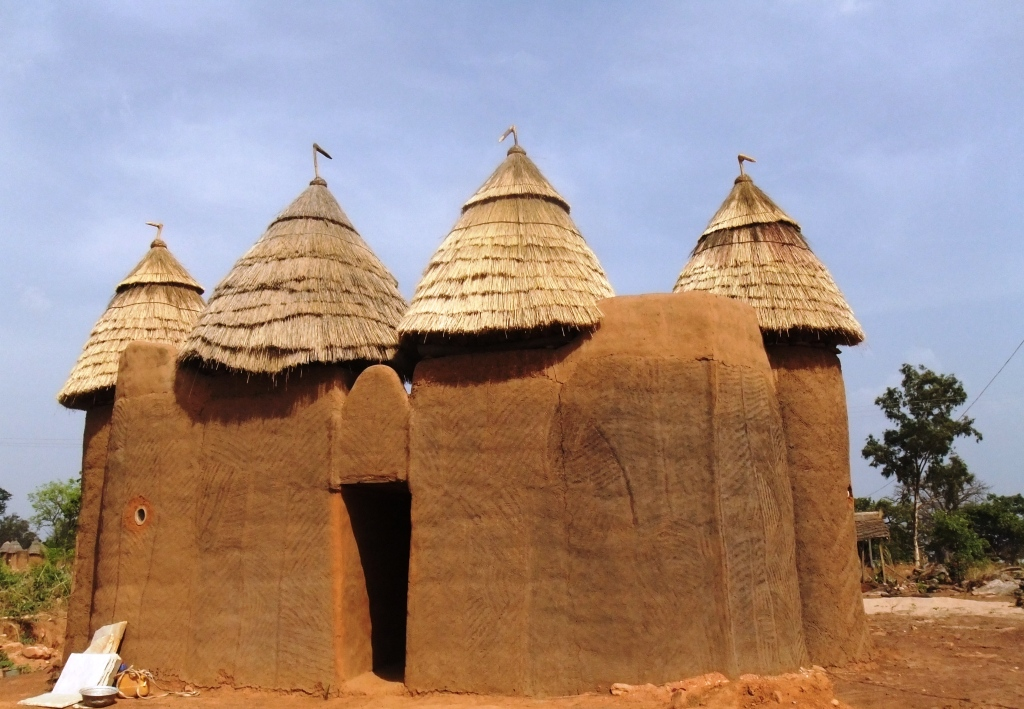
Maison traditionnelle otammari à Kouaba au Bénin (2011)

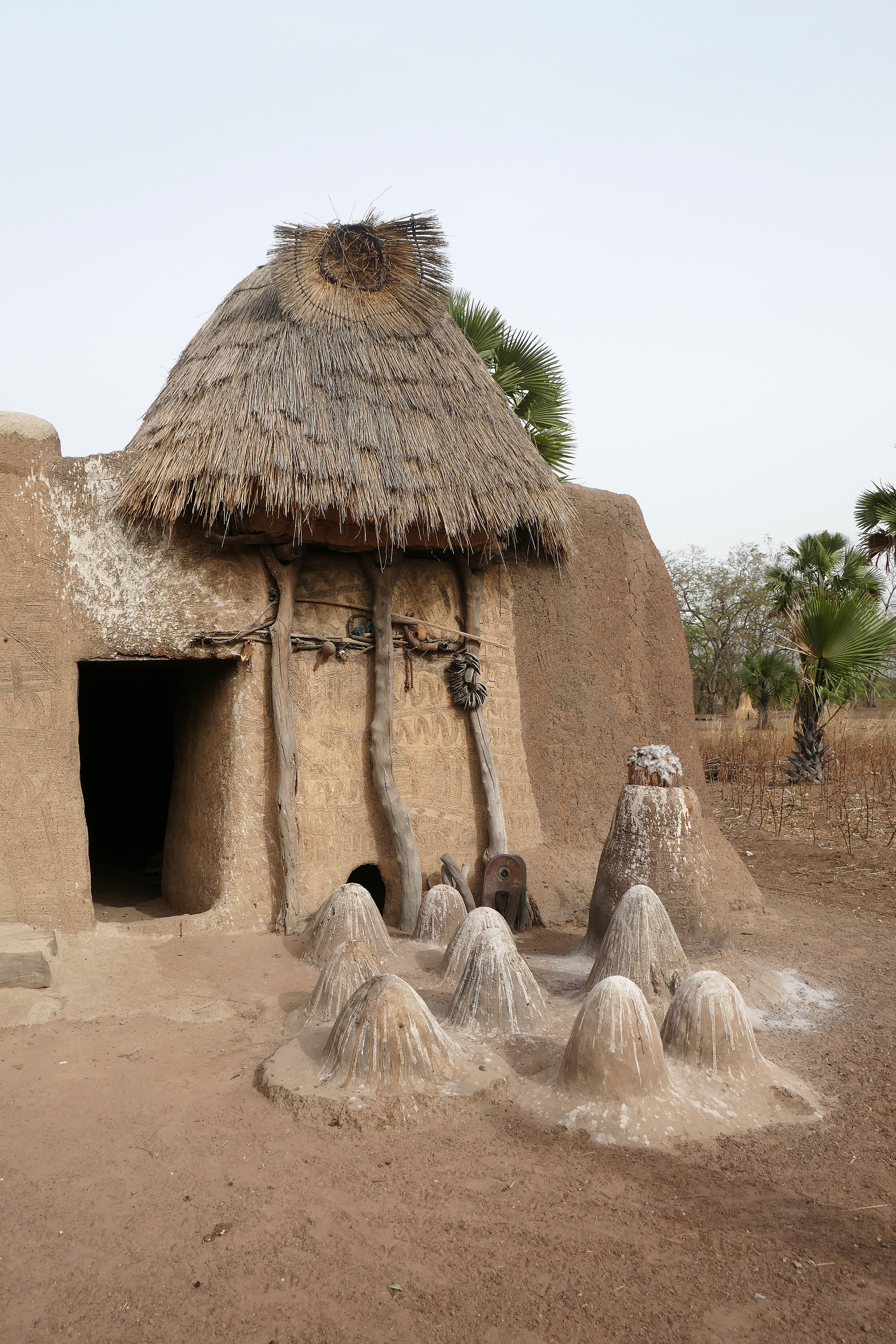
Manta-Village

La takyiènta (pluriel : sikyien) désigne à la fois la demeure traditionnelle d’un Otammari et sa petite famille. Construite en terre et encadrée de tourelles supportant deux greniers, elle évoque une petite citadelle médiévale. Orientée vers le couchant, formée d’un côté sud « masculin » et d’un côté nord « féminin », son modèle diffère selon les villages. Cette forteresse à étage et aux murs aveugles a permis à ses habitants de repousser aux siècles derniers les envahisseurs accueillis par des jets de flèches tirées par les meurtrières, plus tard, les militaires allemands puis français. Elle les protégeait aussi de l’intrusion de léopards qui, selon les anciens, rôdaient dans la région quand elle était envahie par la brousse. Son édification, poursuivie pendant plusieurs mois, exige la participation de plusieurs corps de métier.
L’étage est l’« abri des vivants ». Jusque vers l’an 2000, parents et enfants passaient la nuit dans les petites cases élevées sur le pourtour et au centre de la terrasse. S’ils préfèrent à
présent le confort relatif de cases « en dur » construites à proximité, ils  continuent à se détendre pendant les heures chaudes sous un auvent, où ils accueillent les visiteurs. La takienta est maintenant réservée aux cérémonies se déroulant dans la pièce du bas, dévolue aux ancêtres, dont les souffles résident en des autels en terre de forme conique. Obscure et silencieuse – il est interdit d’y faire du bruit et de la lumière -  cette pièce vise à ménager un lieu propice à leur repos. En tout vivant, pensent les Batammariba, revit le souffle d’un mort qui a désiré sa naissance. Il est donc indispensable de garder en mémoire leurs noms, identifiés à leurs souffles. Au cours de sacrifices célébrés sur les autels, les vivants maintiennent leurs relations
avec ces « donneurs de vie ». Un étranger ne peut pénétrer dans ce temple  sans l’autorisation du « maître de la takienta ». À l’extérieur, du côté sud, certains autels sont le réceptacle d’esprits d’animaux tués autrefois à la chasse ou d’esprits souterrains avec lesquels des ancêtres dotés de voyance ont conclu un pacte, dont bénéficient les descendants. Le lien est donc étroit entre la takienta et les bosquets sacrés du village. Sorte de cosmos, elle est l’expression de la spiritualité des Batammariba.

## Le «fondement» des Batammariba
Les Batammariba restent très attachés à une organisation sociale et rituelle qu’ils considèrent comme leur « fondement ». Cette organisation — comme dans toute population africaine —, établit une stricte hiérarchie entre aînés et cadets, mais refuse tout pouvoir centralisé. Dépourvue de chefferie héréditaire, la société est structurée en clans — deux, quatre ou six — qui forment un  groupement territorial, à la manière d'un village. Au lieu de fondation de la communauté se trouvent les centres rituels, composés du cimetière, de la grande maison d’initiation des jeunes et du sanctuaire du Serpent titulaire du clan. Une certaine parenté unit les clans, puisque leurs membres se considèrent comme les descendants des fils du fondateur,
Le second pôle de ce fondement est un système cérémoniel particulièrement préservé au Togo, dont les rites funéraires et les rites initiatiques constituent les principales manifestations : le dikuntri des filles et le difwani des garçons, qui ont lieu tous les quatre ans. La véritable autorité appartient aux responsables des rituels, désignés selon des critères éthiques rigoureux, tels que la discrétion et la maîtrise de soi : « qu’on les menace d’un couteau, ils préféreront être tués plutôt que de tuer ! » Aujourd’hui, ces rites ont conservé toute leur importance auprès des Batammariba, et un jeune, même s'il a quitté le village afin de poursuivre sa scolarité ailleurs, acceptera généralement de suivre le cycle des initiations.
La fidélité à leurs traditions, notamment le soin et le respect qu’ils vouent à une terre dont dépend la survie des humains, leur fierté naturelle, leurs traditions guerrières et de chasse revécues avec intensité au cours des cérémonies, ont permis aux Batammariba de résister aux influences extérieures qui auraient pu ébranler leur détermination à maintenir vivant un héritage millénaire qui fait la grandeur de leur culture.

## Aujourd'hui
En 2006, le Département du Patrimoine culturel immatériel de l'Unesco, dirigé par Rieks Smeets, a monté un « Programme de préservation du patrimoine culturel immatériel des Batammariba » favorisant la transmission des savoirs, installé au Koutammakou par le Ministère de la Culture et le Ministère de l'Enseignement primaire du Togo, coordonné par Dominique Sewane, expert international au Patrimoine mondial de l'Unesco (World Heritage) et au Patrimoine culturel immatériel de l'Unesco (Intangible Cultural Heritage), auteur de plusieurs ouvrages et articles de référence sur la vie cérémonielle des Batammariba.
Les préfets Battamariba du Bénin organisent chaque année le Festival des Arts et de la Culture Tãmmari (FACTAM) à Natitingou, une ville du département de l'Atacora.

## Ceux qui ont étudié cette société
Leo Frobenius

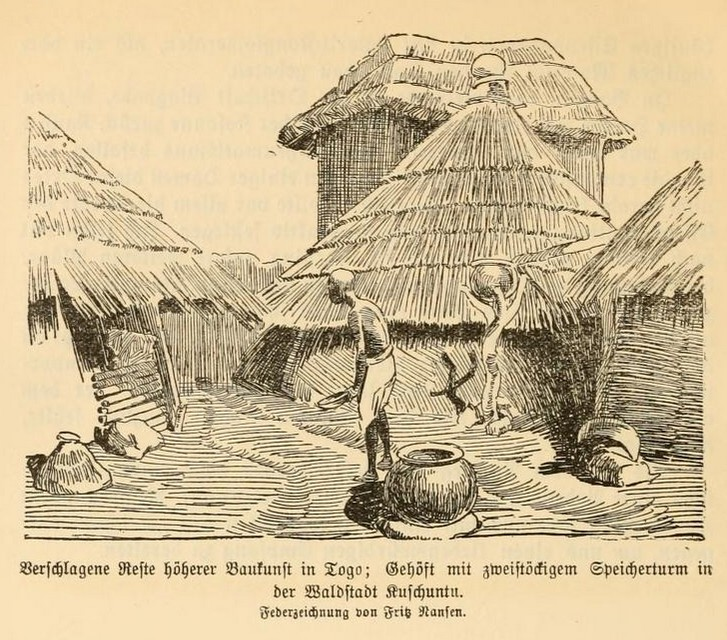
Illustration de Auf dem Wege nach Atlantis (1911) par Leo Frobenius

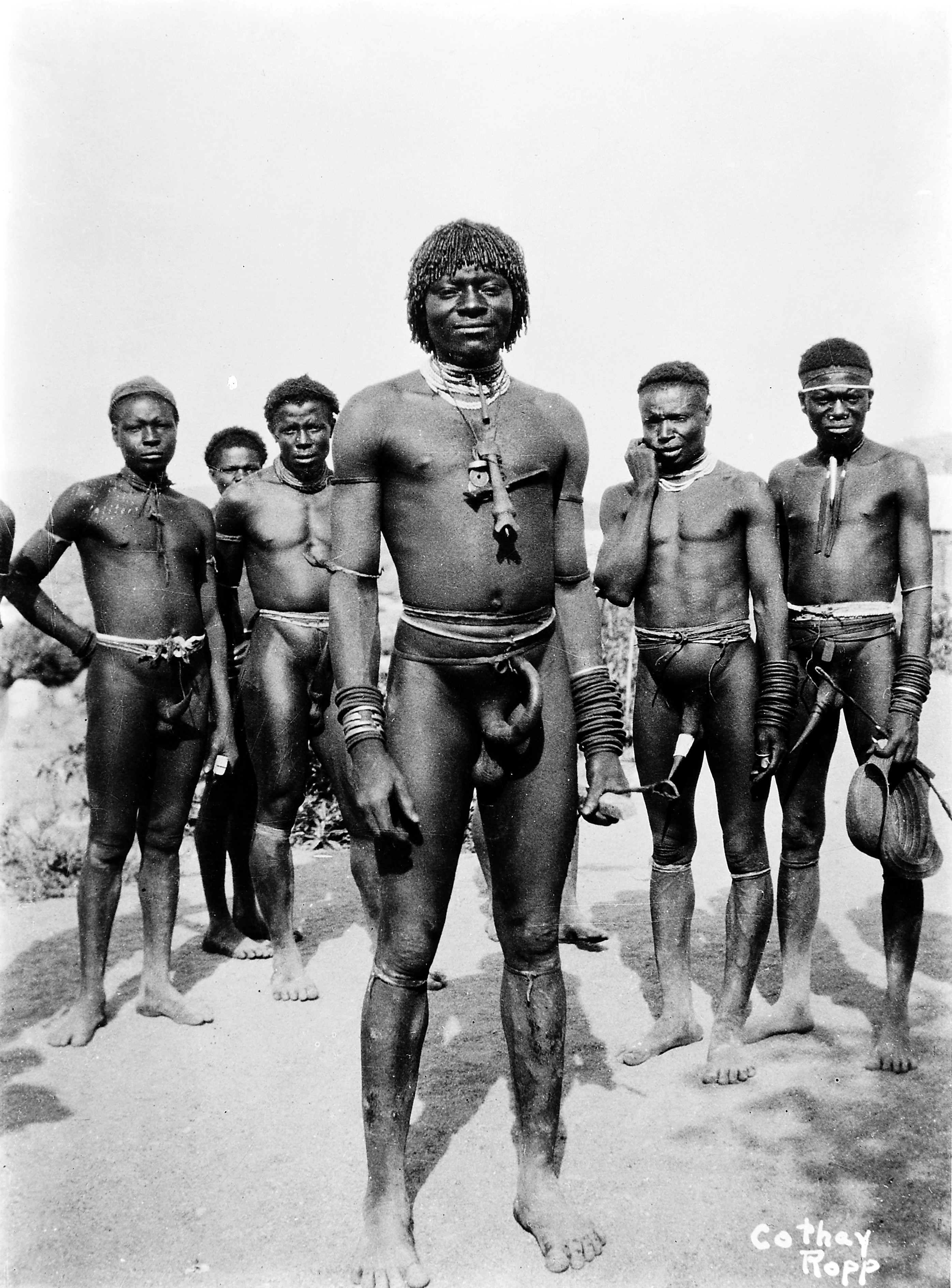
West Africa Wellcome

Les intuitions de l'ethnologue et archéologue allemand Leo Frobenius (1873-1938), sa sensibilité à l’égard des peuples africains, suscitent l'intérêt de nombreux étudiants. Les archives de l’Institut Frobenius, associé à l'université Johann Wolfgang Goethe de Francfort-sur-le-Main (comportant quatre collections scientifiques et une importante banque d’images), sont régulièrement consultées. Les textes de Leo Frobenius sur les Batammariba du Togo gardaient leur actualité dans les années 1980.
Paul Mercier
Quiconque s'intéresse aux populations de l'Atakora, ne peut se reporter qu’aux différents travaux de Paul Mercier. Ses enquêtes dans la région de Natitingou en 1950 retracent les mouvements des différents sous-groupes tammariba et de leurs voisins. Ses nombreux articles décrivent avec précision leur organisation sociale et régime foncier. Recherches prodigieuses, encore inégalées, si l’on songe qu’elles furent menées en solitaire, et pour la première fois, en un temps relativement court chez un peuple difficile d’accès.
Albert Marie Maurice
Militaire à Natitingou en 1950, Albert Marie Maurice (1913-2002) a mené des recherches approfondies sur cette société. Ses archives photographiques, de grande valeur, se trouvent à l’Académie des sciences d’outre-mer.
Rigobert Kouagou
Originaire de Natitingou (Bénin), Rigobert Kouagou s’est toujours passionné pour ses origines et sa langue, le ditammari, dont il est l’un des spécialistes. Il est l'auteur de poèmes, contes et nouvelles en ditammari, traduits en français.
Dominique Sewane
Ethnologue française, Dominique Sewane a entrepris depuis les années 1980 des recherches centrées principalement sur les rites funéraires et initiatiques des Batammariba du Togo au cours de plusieurs missions en solitaire, ayant abouti à de nombreuses publications et ouvrages de référence.

## Langue
Leur langue est le ditammari, une langue gur.

### Filmographie
- Un peuple, Une Histoire " Voyage en pays Tamberma , Documentaire (13 min) du réalisateur Togolais ETSE Edem Prudencio